# Principado de Yaroslavl
El Principado de Yaroslavl (en ruso: Ярославское княжество, romanizado: Yaroslavskoye knyazhestvo) fue un principado con capital en la ciudad de Yaroslavl. Existió desde 1218 hasta 1463 (de jure 1471) cuando se volvió parte del Principado de Moscú.

## Historia
Fundación
El Principado de Yaroslavl se separó del El Principado de Vladímir-Súzdal cuando los hijos de Konstantín Vsévolodovich dividieron sus tierras luego de su muerte, Vsevolod Konstantinovich heredo las tierras alrededor de Yaroslavl a ambos lados del Río Volga y sus afluentes - el Mologa, el Yukhot, el Ikhra, el Sit', el Sheksná y el Lago Kubenskoye.
En 1238, la ciudad fue saqueada por los mongoles durante las invasiones mongolas. Durante la Batalla del Río Sit el 4 de marzo del 1238, Vsevolod Konstantinovich fue asesinado y los rusos fueron vencidos. Como resultado se estableció sobre el Principado de Yaroslavl y todas las tierras del noreste ruso el yugo tártaro-mongol.
En 1262, un levantamiento contra los recolectores de impuestos mongoles acabó con el asesinato de todos los tártaros locales. Un ataque punitivo pudo ser evitado por Aleksandr Nevski, quien viajó hasta la Horda de Oro para negociar.

### Durante el yugo Tártaro-Mongol
Más tarde, los hijos de Vsevolod Konstantinovich gobernaron el principado, Vasilii Vsevolodovich se mantuvo en el poder desde el 1238 hasta el 1249. Su hermano Vasilii Vsevolodovich lo sucedió luego de su muerte, más tarde, el 3 de julio de 1257 la batalla de Tugova Gora acabaría como otra derrota para los rusos y Konstantin moriría, por lo que un grupo de príncipes decidiría que el yerno de Vasilii debía ser el próximo gobernante: Theodore Rostislavich, hijo del señor de Smolensk.
en 1332, Iván I de Moscú quemó Yaroslavl por orden del Khan. Luego obligó al príncipe Vasilii Davidovich Groznyi a casarse con su hija Yevdokia. Vasilii intentó mantenerse independiente  al adoptar el título de gran príncipe y aliándose con Tver, pero el Khan le ordene mantenerse leal a Moscú.
El último gran príncipe de Yaroslavl fue Aleksandr Fiódorovich Brukhatii quien fue forzado a ceder la sucesión a Iván III. Habiendo surgido del Principado de Rostov, en los siglos XIV al XV se disipó en udels y finalmente se incorporó al Gran Ducado de Moscú.